# 工作认真点
〈工作认真点〉（英語："R U Professional"）是2009年美国独立摇滚乐队的讽刺歌曲，创作灵感源自男演员克里斯蒂安·贝尔2008年7月在《终结者2018》片场发脾气时脱口而出的话。贝尔当时正与女演员布莱斯·达拉斯·霍华德对戏，但因摄影指导夏恩·赫尔博特意外走入视线感到很生气并出言斥责。2009年2月2日，事情经过的录音在网站公布。就在当天谱写并录制歌曲，并于次日发布，声称歌曲是向贝尔致敬。乐队从录音中抽取贝尔的声音恶搞，还把他发脾气时脱口而出的“工作认真点”纳入其中。歌词涉及贝尔主演的多部电影，如《报童传奇》、《摇摆狂潮》、《美色殺人狂》和《黑暗骑士》。
歌曲发布次日就上传到，且可通过下载。〈工作认真点〉获得普遍好评，评论称赞歌曲恶搞贝尔片场失态的效率十足。音乐电视网将作品风格与新浪潮乐队相比。《洛杉矶时报》认为乐队以生动的流行音乐向贝尔致敬，《今日美國》赞扬歌曲创意十足，是很风趣的舞曲。《多伦多太阳报》认可歌词创意及运用演员失态音频的创作手段。《国家报》觉得《工作认真点》属电子流行歌曲，对贝尔此次事件在互联网上爆红贡献很大。《剂量》杂志将歌曲归入即兴电子放克音乐。《影音俱乐部》和都对乐队能在事件音频上网短短24小时内完成并发行歌曲颇感惊喜。《爱尔兰独立报》推测是将此前创作的旋律改编后写进歌曲，所以才能这么快发布。

## 背景

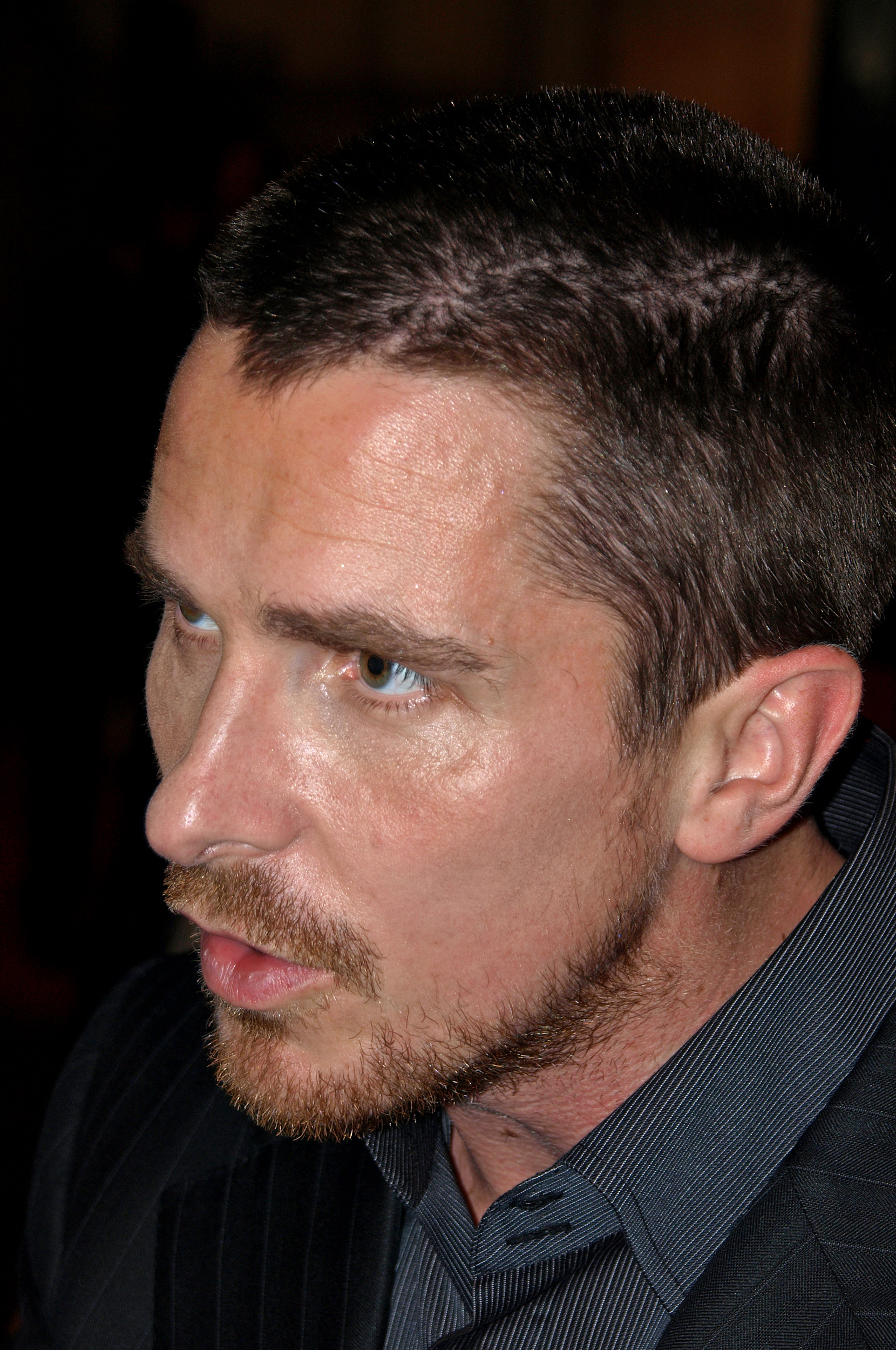
克里斯蒂安·贝尔（摄于2008年7月）

2008年7月，男演员克里斯汀·貝爾在新墨西哥州参与拍摄电影《终结者2018》。就在他和女演员布莱斯·达拉斯·霍华德对戏时，摄影指导夏恩·赫尔博特（Shane Hurlbut）意外走入视线，贝尔非常生气并大声斥责。赫尔博特冷静地向贝尔道歉，事后继续参与摄制七小时。
2009年2月2日，网站公布事情经过的录音。音频全长四分钟，可以清楚地听到贝尔大声辱骂赫尔博特，声称如果再犯，剧组必须叫他卷铺盖走人，否则自己就退出。网站曾于2008年7月报导事件经过，《终结者2018》的制片公司高管将事件录音寄给保险公司，以防贝尔真的退出。
2009年2月6日，贝尔通过洛杉矶广播电台发布声明，承认行为失当，声称事后两人已通过交流彻底解决问题。贝尔还称，两人当天就在事情发生后继续共事好几个小时，此后又持续合作一个月。他还看过电影摄制完成后的早期版本，对赫尔博特的摄影功底十分满意。

## 灵感和创作
发表声明解释创作〈工作认真点〉的灵感来源。乐队感觉贝尔当时很不理智，想为此写首歌。声明强调，歌曲意在向贝尔致敬，与乐队以往的传统作品无关。
鼓手布拉德·布雷克（Brad Breeck）在接受采访时称，乐队是在2009年2月2日晚决定针对事件创作歌曲。各成员聆听贝尔失态的音频后在两小时内各自创作，把所有曲段综合后再从网上发布。乐队另一名鼓手雅各布·库珀（Jacob Cooper）向《亚利桑那每日星报》（The Arizona Daily Star）表示，他在歌曲创作和录制上投入的时间很少，对作品最终如此热门深感惊讶。
〈工作认真点〉歌词涉及贝尔出演的多部电影，如《报童传奇》（Newsies）、《摇摆狂潮》（Swing Kids）、《美色殺人狂》，以及《蝙蝠侠：黑暗骑士》。歌曲开头唱道：“他是黑暗骑士，工作很认真”。乐队从事件录音中抽取贝尔的声音，合唱部分引述他发脾气时脱口而出的“工作认真点”：哇，老天爷/他工作真的好认真/但我觉得他有点失常。其他歌词包括：“摇摆狂潮会带来暴力因子”，“赶快退后，别让他看见/千万别想着要打架/报童今晚就会找上你/因为他们工作都很认真！”还有“可别注视他的双眼/他无法隐藏心中渴望/事态或许会一发不可收拾/你可能要遇上美国精神病人”。

## 发布和反响

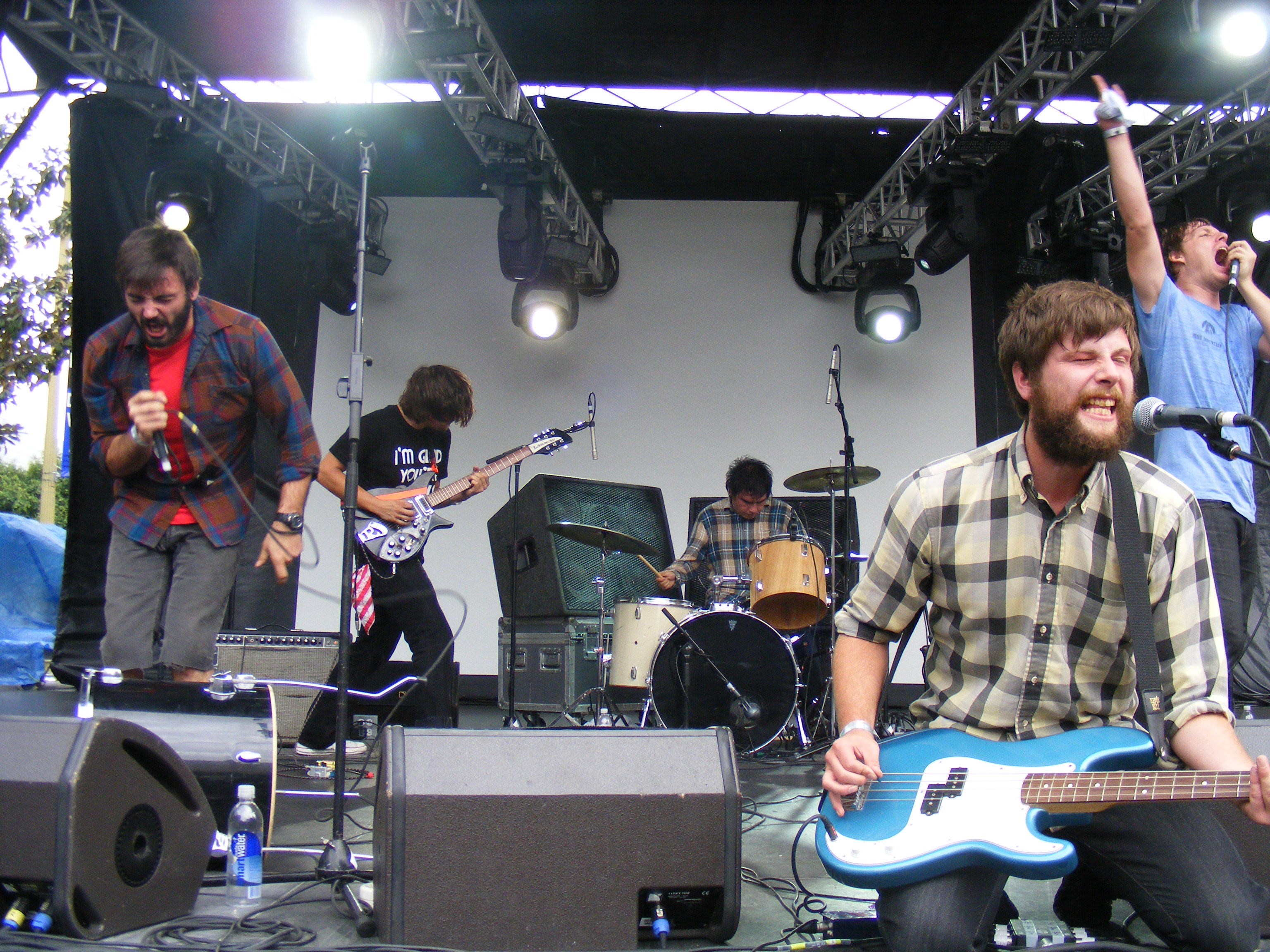
2008年10月，The Mae Shi在洛杉矶周刊弯道音乐节表演

2009年2月3日，〈工作认真点〉通过和发布。乐队在留下的视频描述写道：“为祝贺克里斯蒂安·贝尔的工作和生活所创歌曲。贝尔在即将上映的电影终结者4《救赎》中扮演约翰·康纳，演出无疑会非常精彩，他的表演会赢得所有奥斯卡金像奖的肯定，哪怕特效奖和动画奖也不例外”。《独立报》称将参加“粉丝反击战”（The Fans Strike Back）音乐节，希望乐队届时表演《工作认真点》。
媒体出版物将歌曲列入各种音乐流派。音乐电视网将歌曲风格与乐队和新浪潮音乐对比。《国家报》认为《工作认真点》是电子流行歌曲，对贝尔此次事件在互联网上爆红贡献很大。《剂量》杂志将歌曲归入即兴电子放克音乐，称赞乐队从事件音频中抽取贝尔语音的手法十分巧妙。《洛杉矶时报》认为以生动的流行音乐向贝尔致敬。《今日美国》赞扬歌曲创意十足，是很风趣的舞曲。《多伦多太阳报》（The Toronto Sun）认可歌词创意及运用演员失态音频的创作手段，觉得歌曲融电子和流行音乐风格于一体，很适合当成舞曲。《新音乐快递》认为歌曲属电子摇滚乐，自始至终巧妙采用贝尔的声音，值得向读者推荐。《圣路易斯邮报》（St. Louis Post-Dispatch）认为〈工作认真点〉属新浪潮音乐，其中采用事件录音中最耸人听闻的片段，最终效果非常有趣。《亚利桑那每日星报》也觉得这首歌是流行舞曲。
多份评论着重强调能用这么快的速度完成并发表歌曲。《影音俱乐部》认为〈工作认真点〉属于贝尔事件引发的网络迷因，虽然创作时间短，但娱乐效果和创意都很足。《爱尔兰独立报》同样对乐队创作速度感到惊喜，特别是在歌曲中有那么多段歌词讽刺贝尔失态言论的情况下。该报推测是将此前创作的旋律改编后写进歌曲，所以才能这么快发布。同样对《工作认真点》是在24小时内完成赞叹不已。
许多评论认为向克里斯蒂安·贝尔及其作品致敬的方式相当独特。《波音波音》认为这种致意十分有趣。网站认为歌曲搞笑至极，是向贝尔的古怪行为“献礼”。《名人咖啡馆》（The Celebrity Cafe）认为〈工作认真点〉比盧西安·皮安针对同一事件创作的歌曲〈贝尔要退出〉更出色。芝加哥派（Chicagoist）网站发文称，〈工作认真点〉是最优秀的克里斯蒂安·贝尔混录版歌曲。《奇科新闻与评论》（Chico News & Review）认为歌曲似乎是对贝尔失态行为的关心和赞誉。

## 扩展阅读
- . The Mae Shi – We Do This All the Time. Blogger. 2009-02-03  [2020-08-11]. （原始内容存档于2017-11-06）.